# SSP 110 SW

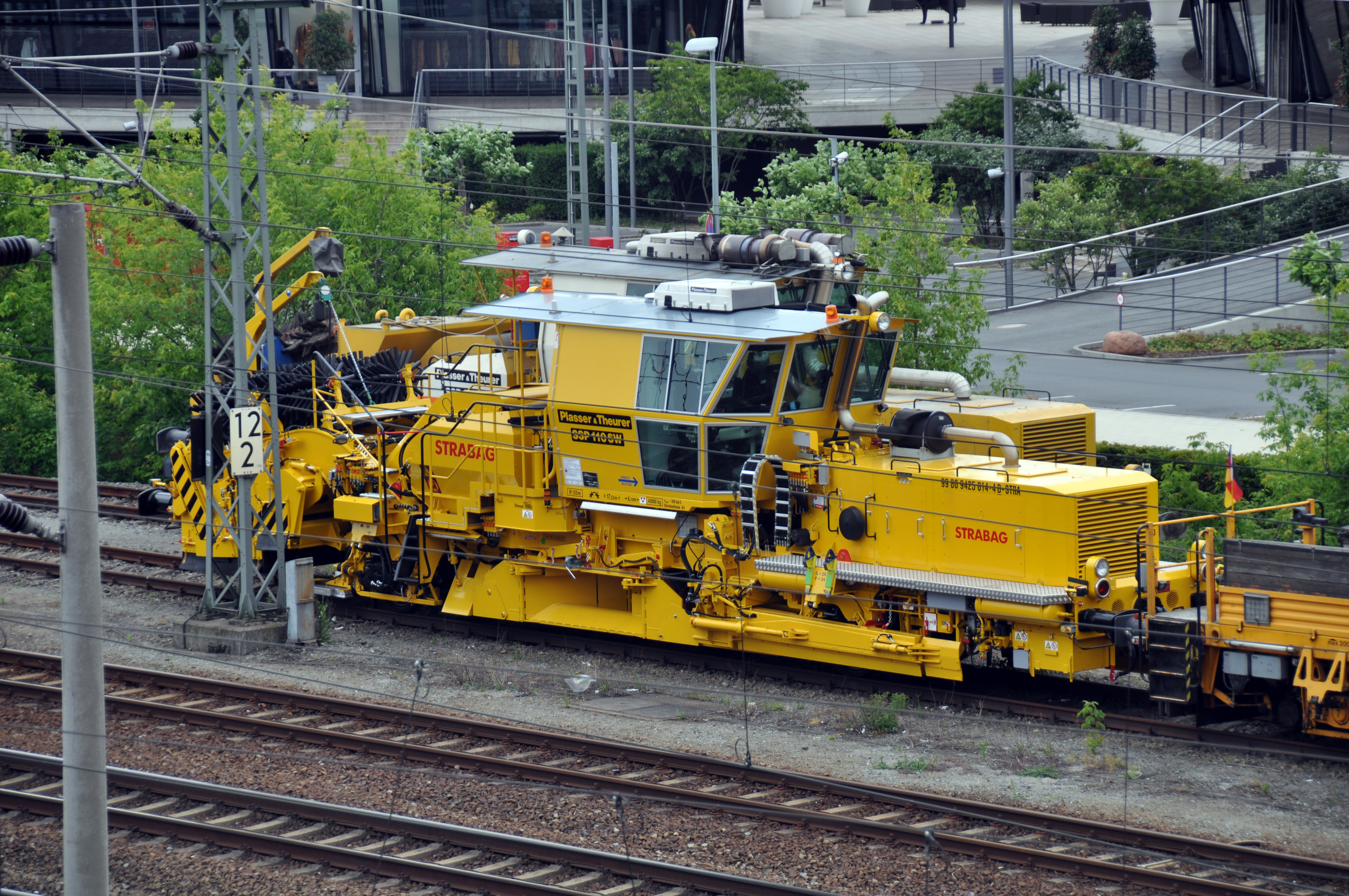

Планувальник баласту SSP 110 SW являє собою самохідну колійну машину призначенну для опорядження баластної призми та може транспортувати щебінь в обох напрямках при виконанні всіх видів робіт.
Планувальник баласту може працювати на опорядженні баластної призми самостійно, або в комплексі з іншими колійними машинами.
За допомогою двох бокових та центрального плугів рівномірного розподіляє баласт, підібраний на міжколії та укосах баласта призми, вибирає зайвий баласт із середини колії та стрілочного переводу і розподіляє його туди, де його недостатньо.
При включенні щіткового пристрою більш якісно прибирається баласт із середини колії та кінців шпал, а також стрілочного переводу, частково баласт завантажується в бункер, перевозиться там, де його недостатньо.
Виробник Фірма «Plasser & Theurer», Австрія

## Технічні характеристики
| Характеристика                                 | Числа              |
| ---------------------------------------------- | ------------------ |
| Габаритні розміри довжина по осі автозчеплення | 17,79м             |
| Габаритні розміри висоти                       | 4,18м              |
| Габаритні розміри ширини                       | 3м                 |
| Діаметр коліс                                  | 760/680мм          |
| Кількість обслуговчого персоналу               | 3 машиністи        |
| Максимальна продуктивність машини              | 1,47км/машинозміну |
| Річна продуктивність машини                    | 250км              |
| Маса машини                                    | 42т                |